# Cannaphila
Genre
Cannaphila est un petit genre néotropical d'insectes de la famille des Libellulidae appartenant au sous-ordre des anisoptères dans l'ordre des odonates. Il comprend trois espèces dont seulement une, C. insularis, est présente en Amérique du Nord.

## Espèces du genreCannaphila
Espèces du genre Cannaphila  :
- Cannaphila insularis Kirby, 1889
- Cannaphila mortoni Donnelly, 1992
- Cannaphila vibex (Hagen, 1861)